# Poslední pistolník na Západě
Poslední pistolník na Západě (v anglickém originále The Lastest Gun in the West) je 12. díl 13. řady (celkem 281.) amerického animovaného seriálu Simpsonovi. Scénář napsal John Swartzwelder a díl režíroval Bob Anderson. V USA měl premiéru dne 24. února 2002 na stanici Fox Broadcasting Company a v Česku byl poprvé vysílán 30. září 2003 na stanici ČT1.

## Děj
Když Barta pronásleduje zlý pes, uchýlí se na zahradu domu bývalého herce z westernů Bucka McCoye. Poté, co Buck ukáže Bartovi trik, jak psa uklidnit, začne ho Bart uctívat jako hrdinu. Homer se samozřejmě dozví o Bartově novém idolu a požaduje, aby místo něj uctíval jeho. 
Aby pomohl oživit Buckovu kariéru, dohodí mu Bart práci v show Šáši Krustyho. Buck se však před vystoupením opije a udělá ze sebe hlupáka, což vyvrcholí tím, že Krustyho v přímém přenosu postřelí. Když Marge a Homer vidí, jak je Bart zdrcený, pomohou Buckovi překonat jeho alkoholismus tím, že mu uklidí dům a přihlásí ho do skupiny anonymních alkoholiků. Přestože Buck dělá pokroky, nepodaří se mu obnovit Bartovu úctu k hrdinům. 
Když Homer vidí ve zprávách reportáž o loupeži ve Springfieldské bance, přesvědčí Bucka, aby loupež překazil a stal se hrdinou. Buck bankovní lupiče zkrotí a Bart ho opět prohlásí za hrdinu. Když epizoda končí, Barta opět pronásleduje zlý pes.

## Produkce
Scénář k dílu napsal John Swartzwelder a režíroval jej Bob Anderson. Poprvé byl odvysílán 24. února 2002 na stanici Fox ve Spojených státech.

### Scénář
S nápadem na epizodu přišel scenárista Simpsonových Ron Hauge, kterého napadlo, že by bylo zajímavé vidět díl, v němž by Bart v sousedství narazil na vysloužilou hvězdu westernů a „myslel si, že je to ten nejúžasnější chlap na světě“, ačkoli herec už zažil lepší časy. Hauge navrhl, že Swartzwelder, jenž je vášnivým fanouškem westernů, by byl vhodným autorem této epizody. Swartzwelder také předložil nápad na zápletku s rozzuřeným psem, který v dílu pronásleduje Barta.

### Animace
Návrh Bucka McCoye vycházel především z Dennise Weavera, který ho v epizodě ztvárnil, a také z aspektů dalších westernových herců, jako byli Roy Rogers a John Wayne. Kostým McCoye ve fiktivním televizním seriálu McTrigger byl založen na oblečení, které nosil hlavní hrdina ve skutečném televizním seriálu McCloud. Návrh psa prošel několika různými změnami modelu, než se štáb Simpsonových ustálil na „velmi rozzlobeném designu bulteriéra“. Scéna v epizodě ukazuje McCoye, jak rodině Simpsonových předvádí prostřednictvím filmového projektoru řadu filmů, ve kterých hrál. Aby animátoři dosáhli efektu stroboskopického světla, který projektor vytváří, světlo na snímcích bylo střídavě bílé a průhlednér.

### Casting
V dílu se objevil americký herec Dennis Weaver, známý svou rolí v televizním seriálu Gunsmoke, v hostující roli westernového herce Bucka McCoye. Al Jean, vedoucí pořadu, v komentáři na DVD uvedl, že Weaver byl velmi zábavný, „úžasný chlap“ a že mu bylo ctí se s ním setkat. Karl Wiedergott, dabér, který obvykle zaskakuje za nedostupné mužské herce při společném čtení epizod Simpsonových, ztvárnil alkoholika podobného Walteru Brennanovi. Psa ztvárnil Frank Welker.

## Kulturní odkazy
Anglický název epizody je slovní hříčkou založenou na termínu „nejrychlejší zbraň na západě“. Scéna v dílu ukazuje McCoye, který se uchází o místo v show Šáši Krustyho. Aby McCoy předvedl své schopnosti, střelí Krustyho kartonový výřez do rozkroku. Scéna je odkazem na incident v pořadu The Tonight Show Starring Johnny Carson, v němž Ed Ames při předvádění hodu tomahavkem zasáhl figurínu do rozkroku. Carsona lze také vidět v jednom z klipů před Krustyho vystoupením v dílu, spolu s básníkem Robertem Frostem. Vnitřek McCoyova domu volně vychází z interiéru domu Willa Rogerse ve Will Rogers State Historic Park. McTrigger, poslední televizní seriál, ve kterém McCoy hrál, je parodií na americké televizní policejní drama McCloud, ve kterém Weaver hrál hlavní roli; McCoy tvrdí, že seriál byl nakonec přetvořen na Room 222. V jedné scéně Homer ukazuje Bartovi plakát, na kterém je oblečen jako Farrah Fawcettová na svém ikonickém plakátu v červených plavkách.

## Vydání
V původním americkém vysílání 24. února 2002 se díl spolu s reprízou seriálu Malcolm in the Middle dostal na druhé místo v žebříčku dospělých ve věku 18–49 let. Podle agentury Nielsen Media Research získala epizoda rating 5,9, což znamená, že ji vidělo 5,9 % populace ve zmíněné demografické skupině. Dne 24. srpna 2010 byla epizoda uvedena jako součást DVD a Blu-ray setu The Simpsons: The Thirteenth Season.
Po odvysílání v televizi se díl setkal s mnoha negativními ohlasy od fanoušků Simpsonových. Zaměstnanci Simpsonových – kteří jsou podle Jeana náchylní ke kritice – byli překvapeni množstvím pohrdání, jež fanoušci epizodě projevili. Jean, který epizodu považoval za „skvělou“, v komentáři na DVD k epizodě uvedl, že nikdy „nedokázal přijít na to“, proč se epizoda fanouškům nelíbila, a spekuloval, že vzhledem k tomu, že westerny nejsou od 60. let populární, „je (fanoušky Simpsonových) prostě vůbec nezajímají“.
Po vydání 13. řady Simpsonových na DVD byly recenze na díl smíšené. 
Jennifer Malkowski z DVD Verdict se vyjádřila negativně a označila epizodu za „nemehlo“ a uvedla, že je „strašlivě řídká“. Kritizovala i její premisu jako „línou“.
Premisu kritizoval i Nate Boss z Project:Blu, který napsal, že díl je spíše „jen pár vtipů nahozených dohromady“ než ucelený příběh.
Casey Broadwater napsal pro Blu-ray.com, že epizoda je „prostě nudná“.
Colin Jacobson z DVD Movie Guide však epizodu pochválil a uvedl, že „nabízí dobrou zábavu“, a i když díl nebyl „brilantní“, celkově se jednalo o „příjemný zážitek“.
Pozitivně díl zrecenzoval rovněž Ron Martin ze serveru 411Mania, který jej označil za „jednu z nejlepších epizod řady“.